# كريستير مالمبيرغ
كريستير مالمبيرغ (بالسويدية: Christer Malmberg)‏ هو لاعب كرة قدم سويدي، ولد في القرن 20 في السويد. لعب مع نادي مالمو.